# (348383) Petibon
(348383) Petibon ist ein Asteroid des inneren Hauptgürtels, der vom französischen Informatiker und Amateurastronomen Jean-Claude Merlin am 2. April 2005 am vollautomatischen Ritchey-Chrétien-81-cm-Teleskop des Tenagra II Observatory in Nogales, Arizona (IAU-Code 926) entdeckt wurde. Das Teleskop konnte Merlin bei der Entdeckung von Frankreich aus ansteuern.
Der Asteroid ist Mitglied der Massalia-Familie, einer Gruppe von Asteroiden mit geringer Bahnneigung, benannt nach ihrem größten Mitglied (20) Massalia. Die zeitlosen (nichtoskulierenden) Bahnelemente von (348383) Petibon sind fast identisch mit denjenigen von zwei weiteren Asteroiden: (264220) 2010 RX69 und (345350) 2015 XE205.
(348383) Petibon wurde am 23. März 2016 nach der französischen Opernsängerin Patricia Petibon (* 1970) benannt.